# Guadalupe Potreros
Guadalupe Potreros är en ort i Mexiko.   Den ligger i kommunen Esperanza och delstaten Puebla, i den sydöstra delen av landet, 200 km öster om huvudstaden Mexico City. Guadalupe Potreros ligger 2 486 meter över havet och antalet invånare är 359.
Terrängen runt Guadalupe Potreros är varierad. Runt Guadalupe Potreros är det ganska tätbefolkat, med 111 invånare per kvadratkilometer. Närmaste större samhälle är Río Blanco, 18,8 km öster om Guadalupe Potreros. I omgivningarna runt Guadalupe Potreros växer huvudsakligen savannskog.